# Borearctia menetriesii
Borearctia menetriesii là một loài bướm đêm thuộc họ Arctiinae. Chúng được tìm thấy ở Karelia, Oktyabrskoe, đông bắc Kazakhstan, dãy núi Altai, dãy núi Sayan, Evenkia, Yakutia, miền trung vùng Amur, Primorsky Krai và miền trung Sakhali. Loài này đã từng bị xem là đã tuyệt chủng ở Fennoscandia, nhưng gần đây đã được ghi nhận từ Phần Lan.
Ấu trùng ăn các loài Taraxacum, Plantago và Polygonum.